# Рыбакова, Наталья Александровна
Наталья Александровна Рыбакова (род. 24 июня 1981, Петропавловск, СССР) — казахстанская конькобежка. Участница зимних Олимпийских игр 2006 года. 3-кратная чемпионка Казахстана в многоборье и 5-кратная на отдельных дистанциях, мастер спорта международного класса.

## Биография
Наталья Рыбакова начала кататься на коньках в раннем детстве и проходила обучение в спортивной школе-интернате Петропавловска для специально одарённых детей, и ранее выступала за команду СДЮСШОР-23 Омска, а позднее за команду ФСО «Динамо» (Казахстан) под руководством тренера Александра Суровяткина.
В возрасте 19 лет она выступала за омскую команду в Челябинске на чемпионате России по многоборью и заняла 20-е место. В декабре 2001 года участвовала в чемпионате Казахстана на отдельных дистанциях и заняла на 4-х дистанциях 3-е места, а в забеге на 5000 м стала 2-й. В январе 2002 года выиграла чемпионат Казахстана в спринтерском и классическом многоборьях. Через год вновь попала на подиумы на дистанциях 1500, 3000 и победила на дистанции 5000 м, а также стала выступать на Кубке мира и в ноябре 2003 года впервые поднялась на 19-е место в забеге на 3000 м в Хамаре.
В январе 2004 года Наталья участвовала в чемпионате Азии и заняла 9-е место на дистанции 5000 м и 10-е на 3000 м, позже заняла 2-е место в многоборье на чемпионате страны. В 2005 году она завоевала золото в многоборье и на дистанциях 1500 и 3000 метров, заняла 2-е место в беге на 1000 м на чемпионате Казахстане и квалифицировалась на Олимпиаду. В феврале 2006 года на зимних Олимпийских играх в Турине участвовала на дистанции 3000 м и заняла 28-е место.
В 2007 году Наталья участвовала на зимних Азиатских играх в Чанчуне, где заняла 10-е место в забеге на 3000 м, 11-е на 1500 м и 13-е 1000 м, а после на чемпионате мира на отдельных дистанциях в Солт-Лейк-Сити заняла 20-е место на дистанции 3000 м. В 2008 году после побед на чемпионате Казахстана на дистанциях 500 и 1000 м заняла 28-е место на чемпионате мира в спринтерском многоборье в Херенвене.
В 2009 году она выиграла Спартакиаду Казахстана, проходившем в российском Челябинске на всех 5 дистанциях. В сезоне 2009/10 Наталья провела турне в Северной Америки, участвуя в Кубке мира и Кубке Канады. Она была отобрана по последней квоте на олимпиаду в Ванкувер, но осталась в качестве запасной. Последние 2 сезона провела в основном в национальных соревнованиях, где выиграла ещё три медали чемпионата Казахстана и весной 2013 года завершила карьеру.